# The Head (Fallout)
"The Head" es el tercer episodio de la primera temporada de la serie de televisión de drama posapocalíptica estadounidense Fallout. El episodio fue escrito por los desarrolladores de la serie Geneva Robertson-Dworet y Graham Wagner y dirigido por el productor ejecutivo Jonathan Nolan. Fue lanzado en Amazon Prime Video el 10 de abril de 2024, junto con el resto de la temporada.
La serie describe las consecuencias de una guerra nuclear apocalíptica en una historia alternativa de la Tierra donde los avances en la tecnología nuclear después de la Segunda Guerra Mundial condujo al surgimiento de una sociedad retrofuturista y a una posterior guerra por los recursos. Los supervivientes se refugiaron en refugios nucleares conocidos como Vaults, construidos para preservar a la humanidad en caso de una aniquilación nuclear. En el episodio, Lucy tiene un encuentro desagradable con el Ghoul, mientras Maximus asume la identidad de Titus.
El episodio recibió críticas muy positivas por parte de la crítica, que elogió las actuaciones, el guion y la tensión.

## Trama
Antes de la Gran Guerra, Cooper Howard filma una película Western y se queja con el director de que su personaje mató al villano. En la actualidad, ahora convertido en Ghoul, encuentra el cadáver sin cabeza de Wilzig y se propone seguir a Lucy después de darle su olor a CX404. Lucy llega a los restos submarinos de Hollywood Boulevard, donde un Axolotl mutado conocido como devorador se traga la cabeza de Wilzig. Mientras escapa del monstruo, el Ghoul la encuentra y la apunta a punta de pistola.
De vuelta en Filly, Maximus se ve obligado a vender algunos dientes para pagar la reparación del módulo de radio de su armadura, pero se encuentra con varios carroñeros que intentan robar la servoarmadura. Después de luchar inicialmente, Maximus recupera el control de la armadura, mata al líder y ahuyenta a los demás. A través de la videocámara, se hace pasar por Titus y afirma que Maximus murió en batalla. La Hermandad procede a enviar un nuevo escudero, Thaddeus, para ayudarlo en su misión. Maximus se esconde en la armadura y se hace pasar por Titus. Como Thaddeus lo acosaba constantemente en el campamento, Maximus aprovecha cada oportunidad para hacerle la vida difícil a su nuevo escudero, solo para cambiar de opinión cuando descubre que el acoso de Thaddeus estaba motivado enteramente por la presión de sus compañeros.
El Ghoul comienza a sumergir a Lucy, alegando que la está usando como cebo para atraer al devorador. El devorador aparece pero escapa rápidamente cuando Lucy lucha y accidentalmente saca algunos viales de la chaqueta del Ghoul, rompiéndolos. El Ghoul está furioso porque ya no tiene las sustancias químicas que le impiden volverse salvaje. Enfadado, suelta a CX404 y se va con Lucy como prisionera.
En el Refugio 33, los nuevos cosupervisores han decidido mantener con vida a varios asaltantes capturados, ya que no están seguros de si podrían ser rehabilitados. Durante una audiencia pública, Norm argumenta que la rehabilitación es una pérdida de tiempo y que el Refugio debería ejecutar a los cautivos mientras tengan la oportunidad, tal como lo harían con los habitantes del Refugio. Lo reprenden, pero la noticia de una escasez de agua debido a una falla en el chip de purificación del Refugio ejerce más presión sobre los supervisores para que tomen una decisión.
Al sentir un alto nivel de radiación, Maximus y Thaddeus llegan a Hollywood Boulevard y se encuentran con el devorador. Thaddeus casi muere, pero Maximus interviene para matar al devorador cortándole el estómago con su cuchillo, recuperando la cabeza. También se topan con el hambriento CX404 y deciden quedarse con él.
En el pasado, Barb, la esposa de Cooper, lo pone en contacto con Vault-Tec, ya que a Cooper le preocupa que su carrera decaiga. Cooper acepta trabajar como portavoz y embajador de la empresa. Para su primera sesión de fotos, Cooper usa un atuendo de la marca y en un momento levanta el pulgar improvisadamente para una foto. Se da a entender que la nueva mascota de Vault-Tec, el Vault Boy, sigue el modelo de Cooper.

## Producción

### Desarrollo
Fue el tercer episodio dirigido por el productor ejecutivo Jonathan Nolan. 

### Música
La partitura está compuesta por Ramin Djawadi.  El episodio contó con las canciones "Maybe" de The Ink Spots, "So Doggone Lonesome" de Johnny Cash, "We'll Meet Again" de The Ink Spots, "Tweedlee Dee" de LaVern Baker, "In the Mood" de Glenn Miller y "Act Naturally" de Buck Owens. 

## Estreno
El episodio, junto con el resto de la temporada, se estrenó el 10 de abril de 2024 en Amazon Prime Video.  Originalmente, la temporada estaba programada para estrenarse el 12 de abril de 2024. 

## Recepción de la crítica
"The Head" recibió críticas muy positivas por parte de la crítica. William Hughes de The A.V. Club le dio al episodio una calificación de "B+" y escribió: "Es un mérito cada vez mayor de Fallout que, en su tercer episodio, pueda hacer un trabajo real con los personajes junto con su alegre necesidad de asquear a los espectadores. Primera escena en la que se ve a Lucy charlando plácidamente con la cabeza cortada de Wilzig, recientemente liberada de su cuello a petición suya. Ella Purnell tiene una gran habilidad para proyectar la alegre aceptación de Lucy de los horrores que la rodean, charlando curiosamente con la cabeza mientras busca lo que sea. MacGuffin está al acecho bajo la piel".
Jack King de Vulture le dio al episodio una calificación de 4 estrellas sobre 5 y escribió: "Cada vistazo que nos han ofrecido de Cooper Howard antes de la Gran Guerra lo muestra como una entidad completamente diferente al ghoul (literal) en el que se convertirá. Quiero decir, es un hombre de familia virtuoso que ni siquiera puede soportar la idea de interpretar a un sheriff bueno que mata a un bandido en la pantalla, pero tal es la decadencia moral del apocalipsis: llenando los espacios en blanco, solo puedes imaginar lo atroz. mierda que ha presenciado y en la que ha participado desde la tormenta nuclear. Aún así, llegar a este nivel de brutalidad y barbarie son 200 años de verdadera depravación".
Sean T. Collins de Decider escribió: "El patrón de Fallout después de tres episodios es que cualquier entrega de 50 minutos presentará violencia repugnante, chistes enfermizos y el monstruo de la semana, basado en la premisa de que Estados Unidos no es una mierda porque su clase dominante preferiría vivir en agujeros en el suelo que mejorar el mundo en el que vivimos. Claro, me lo comeré". Ross Bonaime de Collider escribió: "A pesar de toda la locura tonta y absurda de este universo de Fallout, el episodio 3 demuestra que las entregas más tranquilas y centradas en los personajes son igual de interesantes y pueden expandir tanto la historia del juego como la historia del programa. de maneras que demuestren amor y aprecio por el universo en general".
Joshua Kristian McCoy de Game Rant le dio al episodio una calificación de 4 estrellas sobre 5 y escribió: "Fallout tiene algunos momentos lentos, pero es una serie refrescante y sencilla. A pesar de adaptar décadas de juegos, combinar varios géneros y contar una historia tan amplia, es un viaje alegre por el páramo. Fallout es todo lo que los fanáticos esperaban que fuera. Sus fallas apenas eclipsan sus éxitos. Las adaptaciones de videojuegos rara vez capturan el espíritu de su material original. Fallout tuvo varios desafíos, pero podría decirse que es uno de los mejores. El espectáculo continúa impresionando a medida que se adentra más en el páramo". Greg Wheeler de The Review Geek le dio al episodio una calificación de 3,5 estrellas sobre 5 y escribió: "A medida que nos acercamos a la mitad del programa, este juego del gato y el ratón acaba de empezar a volverse interesante. ¿Cuál es la importancia de Wilzig para "La trama, junto con los diversos personajes que necesitan su cabeza (y cómo Moldaver se relaciona con ella), sigue siendo un misterio, pero es atractivo y ciertamente ayuda a que las cosas sigan funcionando".